# Hans Nowak (Künstler)

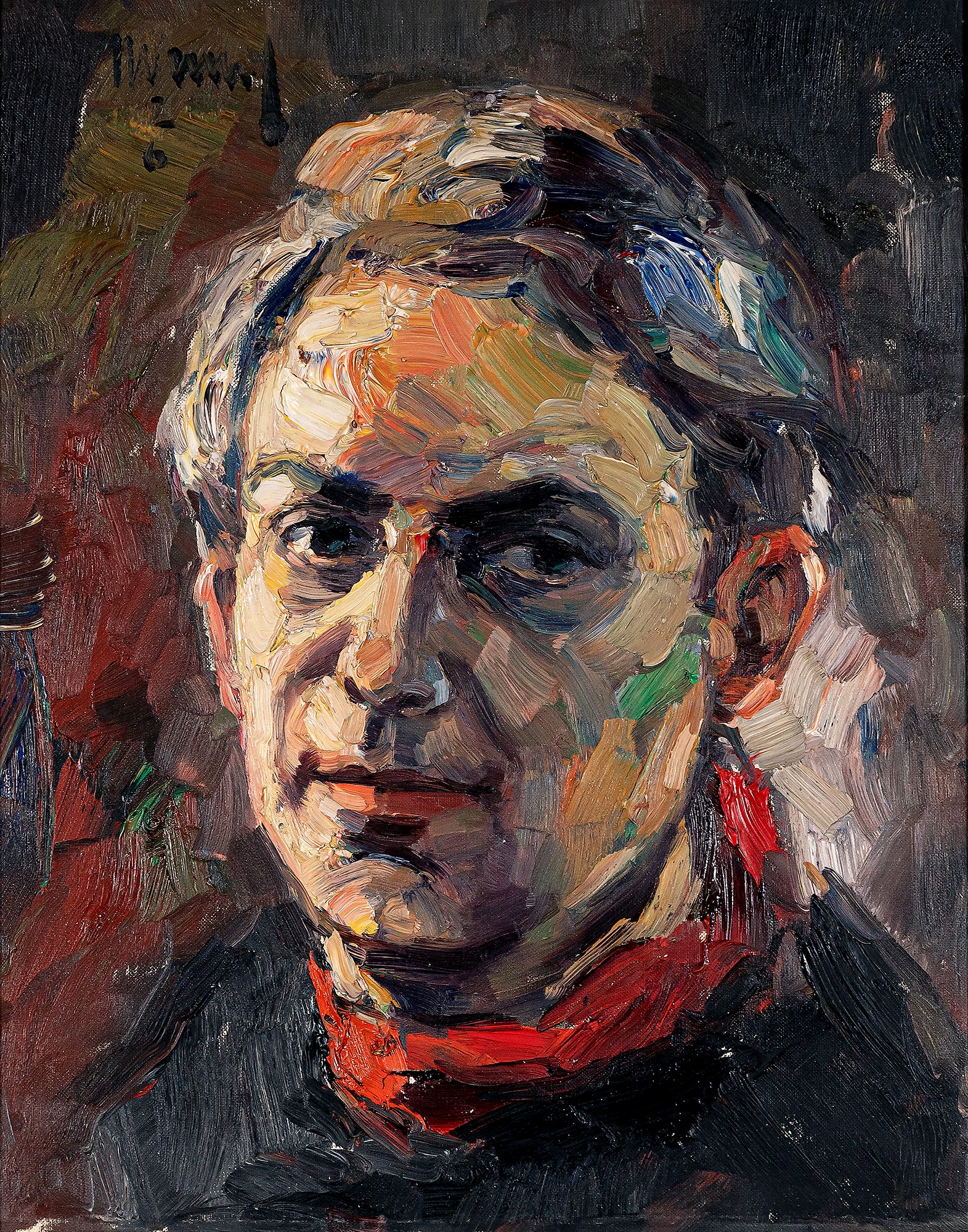
Selbstporträt
Hans Nowak
1962

Hans Nowak (Pseudonym Henry Cavon; * 15. Mai 1922 in Halle (Saale); † 15. Juli 1996 in Voigtholz-Ahlemissen, eigentlicher Name August Hans Nowak) war ein deutscher Künstler, der in Deutschland und Frankreich wirkte. Er setzte sich mit selbst angefertigten Ölfarben und deren Maltechniken auseinander. Er wurde als „Meister der Farbe“ tituliert.

## Biografie
Hans Nowak wuchs zusammen mit seinem älteren Bruder in einer kleinbürgerlichen Familie in Halle im Umkreis der Moritzkirche im Moritzkirchhof 3 auf, dem früheren Johanneshospital. Aus seinem kleinen Fenster dieses Hauses sah er auf die damals schon überbaute Gerbersaale, dem heutigen Hallorenring. Es prägte ihn anfangs seine Großmutter. Seine Mutter Bertha, geborene Edner, die am Stadttheater sang, nahm ihn des Öfteren mit zu den Proben, was ihn früh künstlerisch beeinflusste. Sein Vater August war Schneidermeister, jedoch farbenblind, und Hans Nowak malte früh dessen Schnittmuster aus.
Nach dem Schulabschluss wollte er nicht weiter zur Schule gehen, sondern nur noch malen. Dies war sein Traum, dies trieb ihn zeitlebens an. Sein Vater lehnte dies mit den Worten „brotlose Kunst“ ab und schickte ihn nach Bielefeld zu einem Onkel, der dort einen Gärtnereibetrieb hatte. Im 15. Lebensjahr riss Nowak sich von seinem Onkel los. Er fand in Bielefeld eine billige Unterkunft als Mieter einer Dachkammer und hielt sich mit Nebentätigkeiten über Wasser. Im selben Haus wohnte – in einer benachbarten Dachkammer – der Maler Franz Gerwing (* 12. 7. 1902 – † 28. 1. 1979) und nicht der Maler Franz Gerwin, wie nach bisherigen Literaturangaben angenommen wurde.

Schon die Kuratoren der Museumsausstellung in Peine wiesen darauf hin, dass Nowak 1937 nicht mit Gerwin im selben Haus in Bielefeld gewohnt haben konnte, da dieser seit 1936 „bereits als arrivierter Künstler in Dortmund lebte“ und dort das „Haus der Kunst“ leitete. Eine Überprüfung ergab, dass hingegen der Maler Franz Gerwing zur selben Zeit im selben Haus wie Nowaks Dachzimmer-Vermieter wohnte, Gerwin jedoch in den 30er-Jahren nie in Bielefeld gemeldet war. 

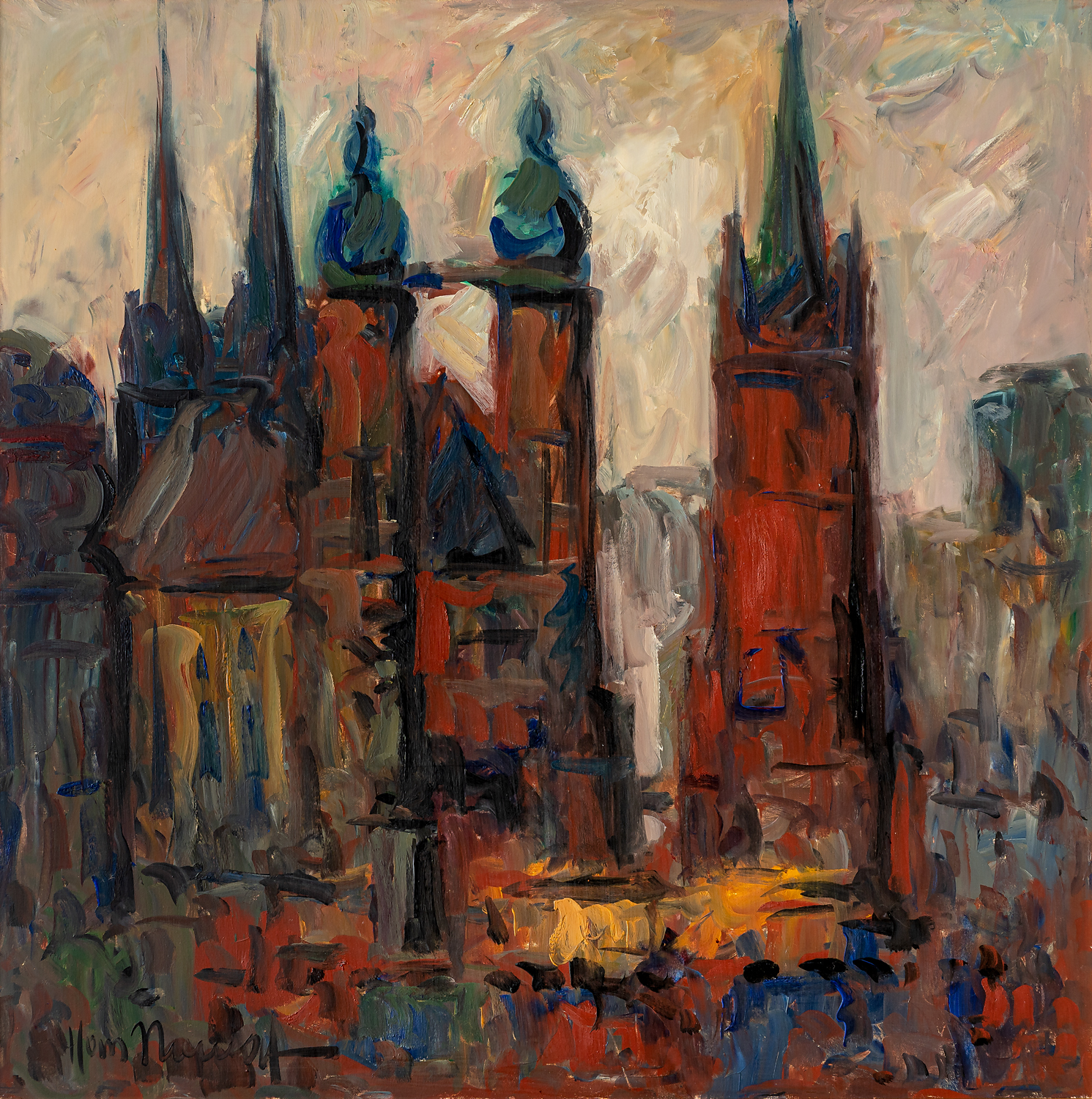
Der Markt in Halle
Hans Nowak
um 1990

Gerwing erkannte das Talent des jungen Nowak und meldete diesen in der Werkkunstschule Bielefeld als Gasthörer an. Dort und von Gerwing lernte Nowak erstmals den Umgang mit klassischen Ölfarben, aber auch das Zeichnen und die Bildhauerei. Nach Kündigung des Dachkammer-Mietverhältnisses für beide Maler verließ Gerwing – weiterhin verarmt – Bielefeld in Richtung Sauerland, Nowak überstand den Winter in einer provisorischen Unterkunft und zog dann auf dem Fahrrad von Bielefeld Richtung München, wo er bei Malerkollegen unterkam. Im Raum München zählten zu seinen Kunstlehrern Sepp Hilz und Paul Mathias Padua, die Lieblingsmaler in der Zeit des Nationalsozialismus waren. Nowak war diese Ideologie fremd, er wollte nur lernen und malen anstatt sich wie andere politisch zu engagieren, um voranzukommen.
Im April 1939 wurde er zum Reichsarbeitsdienst einberufen, wo er neben der üblichen Arbeit Porträts anwesender Größen malte. Für weitere Studienzwecke wurde er 1940 wieder nach München freigestellt, hingegen schon 1941 zum Wehrdienst einberufen. Nowak erlebte den Zweiten Weltkrieg unter anderem in Russland, im Baltikum und in Kurland; wo immer er konnte, malte er. 1943 wurde Nowak wegen Fahnenflucht und Wehrkraftzersetzung in Warschau zum Tod verurteilt, weil er seine versprengte Einheit nicht aufsuchte, sondern lieber malte. Das Urteil wurde später zu dreieinhalb Jahren Festungshaft im niederschlesischen Glatz abgemildert. Aber ebenfalls in diesem Kerker durfte er bald seiner Passion frönen, lernte zusätzlich von anderen einsitzenden Künstlern und fertigte Auftragsarbeiten für die Soldaten der Wachmannschaft an. Es folgten Bewährungsbataillon und Verwundung durch Granatwirkung am rechten Arm und an der rechten Hand sowie anschließender Verwundetentransport Richtung Berlin.
Nach seiner Genesung setzte sich Nowak beim Weitertransport zum Kampfeinsatz an die anrückende Westfront von der Truppe ab und erreichte nach vielen Stationen Braunschweig. Einer der letzten Fliegerangriffe auf diese Stadt hatte zuvor seinen Vater getötet. Hier erlebte er auch das Kriegsende. Durch eine in der Kindheit nicht behandelte Mittelohrentzündung war Nowak auf dem rechten Ohr danach zeitlebens taub. Dies und die erlittene Verwundung nutze Nowak als Begründung in einem selbst produzierten Entlassungsschein aus der Wehrmacht, der ihm eine Gefangenschaft ersparte, die „Urkunde“ – mit per Tusche-Pinsel gemaltem Stempel – abgebildet bei Dieckhoff/Glandt 1992.
Nach dem Krieg lebte er ausgebombt mit seiner Familie in Braunschweig, später dann für 3 Jahre in Vorsfelde bei Wolfsburg, bevor die Familie 1957 eine Neubau-Wohnung in Braunschweig-Querum bezog. Der Propst der katholischen Aegidienkirche in Braunschweig, Johannes Stuke, förderte und bestärkte Nowak in dieser Zeit kurz nach Kriegsende darin, großformatige sakrale Kunstwerke zu schaffen. Galerien und Kunsthandel wurden nach dem Krieg früh auf ihn aufmerksam, und Nowak konnte sein Leben und das seiner Familie ausschließlich mit seiner Malerei bestreiten. Beim deutschlandweiten Verkauf seiner Gemälde unterstützte ihn sein Bruder und später, nach dessen unerwartetem Tod 1986, eine seiner Stieftöchter.
Ab 1952 zog es ihn immer wieder nach Frankreich. „Nowaks zweites Atelier wurde Paris. Auf dem Mont Martre findet er seine liebenswürdigen Objekte.“ Hier entstanden diverse seiner Bilder. Zusätzlich malte er geschätzt 50 Bilder in der Zeitspanne zwischen 1952 und 1955 unter seinem Pseudonym „Henry Cavon“. In dieser Periode begann seine langjährige Verbundenheit mit dem belgischen Porträt- und Landschaftsmaler Adolf Christmann aus Eupen. Dieser malte 1957 ein Kopfporträt von ihm; es ist mit „A Chris“ signiert. Ebenfalls ein Kopfporträt von Hans Nowak malte der böhmische Künstler Oskar Schmidt (1908–1982). Dieses Werk ist als Tuschzeichnung ausgeführt und befindet sich im Eigentum des Kreismuseums Peine.
Sein künstlerischer Durchbruch gelang Nowak unter dem eigenen Namen 1954 durch seine Beteiligung an der internationalen Ausstellung des Grand Palais an den Champs-Élysées: Unter Hunderten von Künstlern setzte sich Hans Nowak vor der Jury durch. Er war in diesem Jahrgang der einzige Deutsche im Frankreich der Nachkriegszeit, dem dies gelang. Es wurden vier seiner Bilder angenommen, ausgestellt und verkauft. Diesen Erfolg wiederholte er 1955 mit fünf seiner Werke. 1959 wurde Hans Nowak gar Mitglied der Société des Artistes Français, und es folgten weitere Ausstellungen mit Bildern von ihm in Frankreich.
Die Leistung von Hans Nowak bewirkte ein lebhaftes Medieninteresse. Der Journalist Georg Stefan Troller berichtete 1959 im Fernsehen in „Treffpunkt Studio D“ im NDR über ihn. Direkt in der Sendung durfte Nowak malen und später häufiger auch hinter den Kulissen. Er wurde mit weiteren Journalisten und Filmschauspielern wie Kurt Klopsch, Nadja Tiller, Hansjörg Felmy, Hanns Lothar oder Will Quadflieg bekannt; den Letzteren porträtierte er auch. Es folgten Ausstellungen im In- und Ausland. Sein kirchlicher Förderer Stuke, inzwischen Domdechant in Hildesheim, ermöglichte es Nowak im Zusammenhang mit einem künstlerischen Wettbewerb, einen Entwurf des Heiligen Joseph im Vatikan einzureichen und auszustellen. Professoren, Kunstsammler und -kenner, wie der Komponist Michael Jary, kauften einen „Nowak“ an.
Durch seine künstlerischen und wirtschaftlichen Erfolge fühlte sich Nowak in seinem Tun bestätigt. Anfang der 1960er-Jahre erwarb er ein Haus in Mödesse im Landkreis Peine. Dieses großzügige und bereits „Malerhof“ genannte Haus war von 4/1961 bis 7/1962 „Aufenthalts-Möglichkeit“, Atelier, Ausstellungsraum und diente den dort verkehrenden Theaterleuten aus Braunschweig zum Teil als Probenraum.

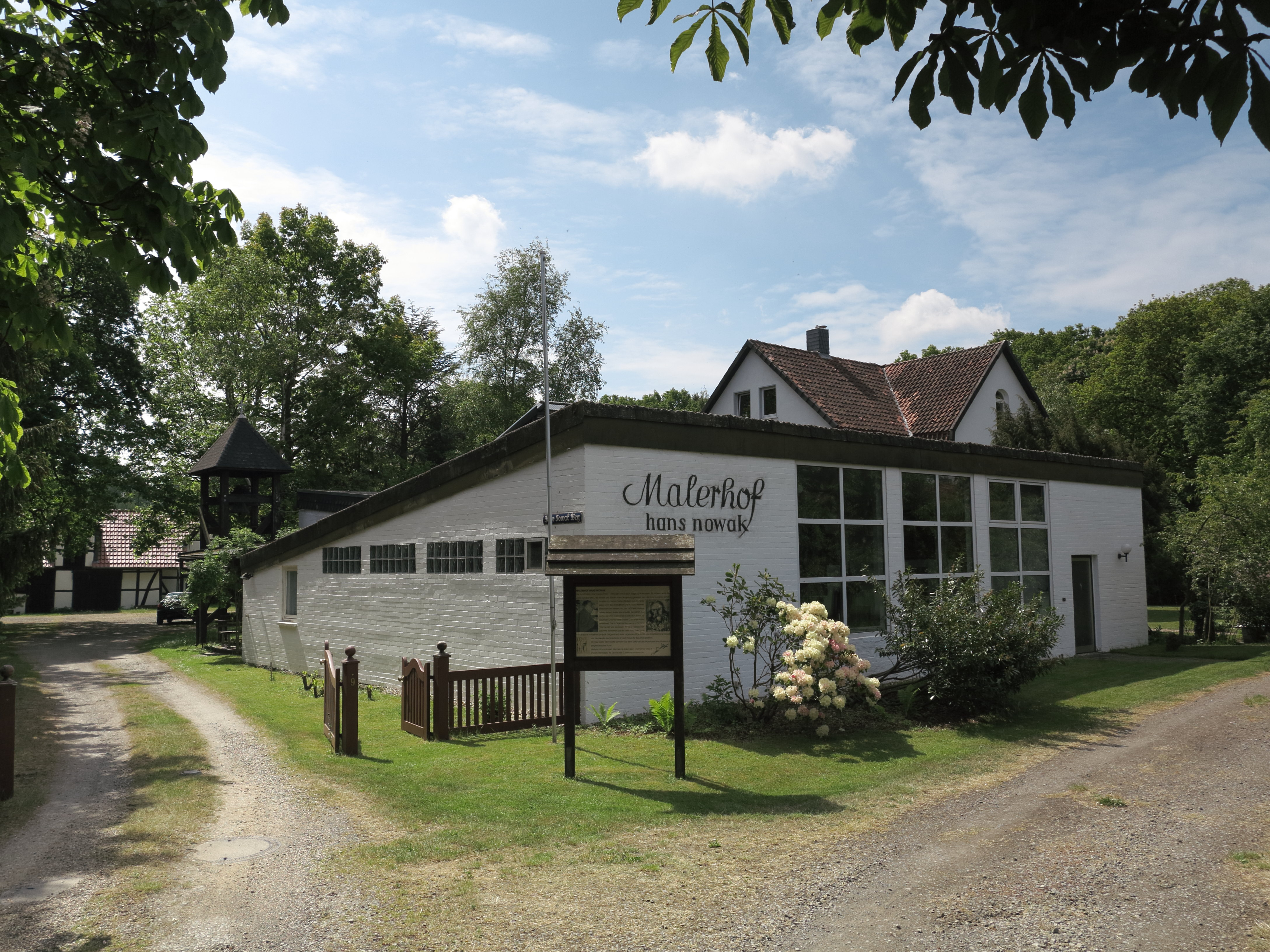
Der Malerhof in Voigtholz-Ahlemissen, links im Foto die Einfahrt zum Malerhof, in der Mitte die Kapelle mit dem Glockenturm und rechts das Atelier mit Showroom

Dort lernte er seine spätere zweite Ehefrau Ingeborg Upmann kennen, die ihm als Ersatz für den schon bald abzustoßen geplanten ersten Malerhof eine Scheune im eigenen Wohn-Bereich anbot. 1962/63 zog Hans Nowak zu ihr auf den Upmann-Hof – dadurch wurde aus diesem alten Bauernhof in Voigtholz-Ahlemissen bei Edemissen der in der Region bekannte zweite Malerhof. Neben dem Umbau des alten Bauernhofs zum Wohnhaus gestaltete er den ehemaligen Kuhstall zu seinem Atelier um, später durch ein Neubau-Atelier ersetzt. Hier lebte und arbeitete Nowak bis zu seinem Lebensende. Auch andernorts richtete er Ateliers für sich ein, so in Rothenburg ob der Tauber, in Niederbayern oder, nach einem Atelierbrand im September 1990, in einem leeren Verwaltungsgebäude der damaligen Preussag Stahl AG in Peine.
Mit einer öffentlichen Kunstaktion – siehe die Details dazu unter Werkbeispiele –, in der er seine alt-meisterlichen Maltechniken mit seinen selbst geschaffenen Ölfarben einsetzte, erhöhte er 1968 durch Presseartikel im Nachrichtenmagazin Der Spiegel und in vielen anderen Presseorganen seinen Bekanntheitsgrad weiter. Da Nowak diverse Kunstexperten bei dieser Eulenspiegelei blamierte und durch einen Artikel im Stern-Magazin bewusst bloßstellte, siehe dazu auch den Artikel in Die Zeit, mieden ihn anschließend viele Museen sowie andere öffentliche Träger. In Folge kauften diese kaum noch Werke von Nowak an. Kunstkritiker und Restauratoren ächteten ihn gleichfalls, was Nowak im weiteren Leben den öffentlichen künstlerischen Erfolg kostete. Andererseits, durch seine breite internationale Bekanntheit – auch das Life Magazine aus den USA plante über ihn zu berichten – hatte Nowak keine Probleme, seine Werke über Galerien an private Sammler gut zu verkaufen. Er konnte das Leben eines unabhängigen Bohémien führen.
Die einzige private, evangelisch-lutherisch gesegnete Kapelle in Niedersachsen errichtete Nowak 1979 zusammen mit ihm bekannten Handwerkern auf dem Malerhof. Eine Renovierung fand nach seinem Tod im Jahr 2005 statt. Die „Lukas-Kapelle“ steht weiterhin der Öffentlichkeit zur Verfügung und hat 40 bis maximal 100 Sitzplätze. Sie wird für Zusammenkünfte des ev.-luth. Kirchenkreises Peine, für Trauungen der Gemeinde Edemissen, für Konzerte oder für sonstige Veranstaltungen genutzt.
In einer Auswertung aus dem Jahr 2010 gehörte Hans Nowak im Landkreis Peine zu den Personen, nach denen am häufigsten im Internet gesucht wurde.

### Privates
Hans Nowak heiratete 1944 in Posen in einer Kriegstrauung Irmgard Johanna Bremer (* 2. August 1924 in Altona; † 17. September 1991 in Murnau), als er seinen Festungshaft-Zeitraum durch Meldung zu einem Bewährungsbataillon beendete. Zusammen hatten sie zwei Töchter, die 1946 bzw. 1950 zur Welt kamen. Irmgard Nowak erkrankte nach der Geburt der Kinder an Tuberkulose und wurde häufiger für längere Zeit in Sanatorien behandelt, was das gemeinsame Eheleben stark belastete. Während ihrer langen Abwesenheit kümmerte sich Nowaks Mutter um die Kinder. Wegen der besseren Luftqualität zog Irmgard Nowak 1963 in die Nähe von Garmisch-Partenkirchen. Dort starb sie fast 30 Jahre später. Während Hans Nowak schon Jahre vorher mit Ingeborg Upmann zusammengelebt hatte, ging er mit ihr im Jahr 1983 seine zweite Ehe ein. Zuvor war er im selben Jahr offiziell von seiner ersten Frau geschieden worden. Ingeborg Upmann, geboren am 14. Dezember 1928, brachte zwei Töchter und zwei Söhne mit in ihre Ehe ein. Sie starb am Pfingstmontag 2012. Zuvor führte sie nach dem Tod ihres Ehemannes Besucher durch sein früheres Atelier, über den Malerhof und durch seine Kapelle. Ihre Töchter setzten diese Aufgabe später fort.

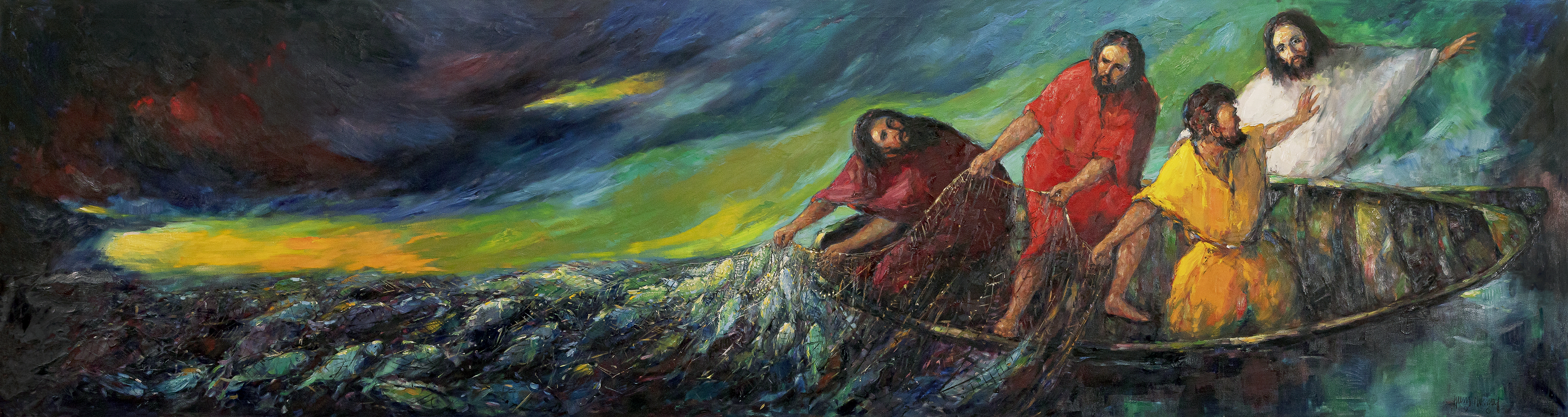
Petri Fischzug, Hans Nowak, 1964, Altarbild der Heilandkirche in Oberau

## Künstlerische Tätigkeit
Zeitlebens prägten der Zweite Weltkrieg und seine Haft im Todestrakt Nowak. Aus der Erinnerung an diese Zeit heraus malte er in späteren Jahren etliche Porträts von Menschen aus Russland und Bilder von Landschaften, die er während seiner Kriegszeit gesehen hatte. Zudem brachte er künstlerisch seine Solidarität mit Verfolgten zum Ausdruck. Auch seine Religiosität und seine Auseinandersetzung mit Gott traten durchgehend während seiner gesamten künstlerischen Schaffenszeit immer wieder zum Vorschein.
Nach dem Zweiten Weltkrieg – er hatte keine abgeschlossene akademische Ausbildung – waren seine Porträts, Landschaftsbilder und Stillleben anfangs wenig künstlerisch ausgeprägt und hatten noch keinen besonderen Duktus. Doch Kunstverständige interessierten sich für ihn, und 1946 hatte Nowak seine erste Einzelausstellung. Wenig später fiel eine Jesus-Darstellung in einer weiteren Ausstellung Propst Stuke auf, und dieser beauftragte ihn mit größeren sakralen Kunstwerken.
Arbeitete Nowak zuvor eher naturalistisch, so änderte sich der Malstil seiner Stadt- und Landschaftsbilder während seines ersten Aufenthalts in Frankreich Anfang der 1950er-Jahre wesentlich: Es war eine deutlich impressionistische Malweise erkennbar. Seine Bilder aus Paris, insbesondere die, mit denen er unter seinem Pseudonym experimentierte, ähneln stark der Maltechnik und dem Duktus von Constantin Kluge. Dieser malte zur selben Zeit in der Stadt mit etwas kräftigeren Farben, während die von Nowak noch blasser wirkten.
Bei seinem Pseudonym wurde aus Hans ein Henry, und seinen Nachnamen schrieb er einfach umgedreht. Wobei – um den Namen französischer klingen zu lassen – schrittweise aus dem K ein C sowie später aus dem W ein V wurde.
Eine Zeit lang wurden die Arbeiten von Nowak pastoser, er arbeitete verstärkt mit Malspachteln, siehe sein Bild Pas de deux aus dem Jahr 1961 oder den Joueur d’orgue aus dem Jahr 1959. Diese Maltechnik, beeinflusst durch seinen Bekannten Christmann, vertiefte er in späteren Jahren aber nicht weiter – sie findet sich aber in seinen Werken gelegentlich mindestens bis in die frühen 80er-Jahre. Hingegen tauchte das Motiv des Drehorgelspielers bis in die 1970er-Jahre immer wieder bei ihm auf.

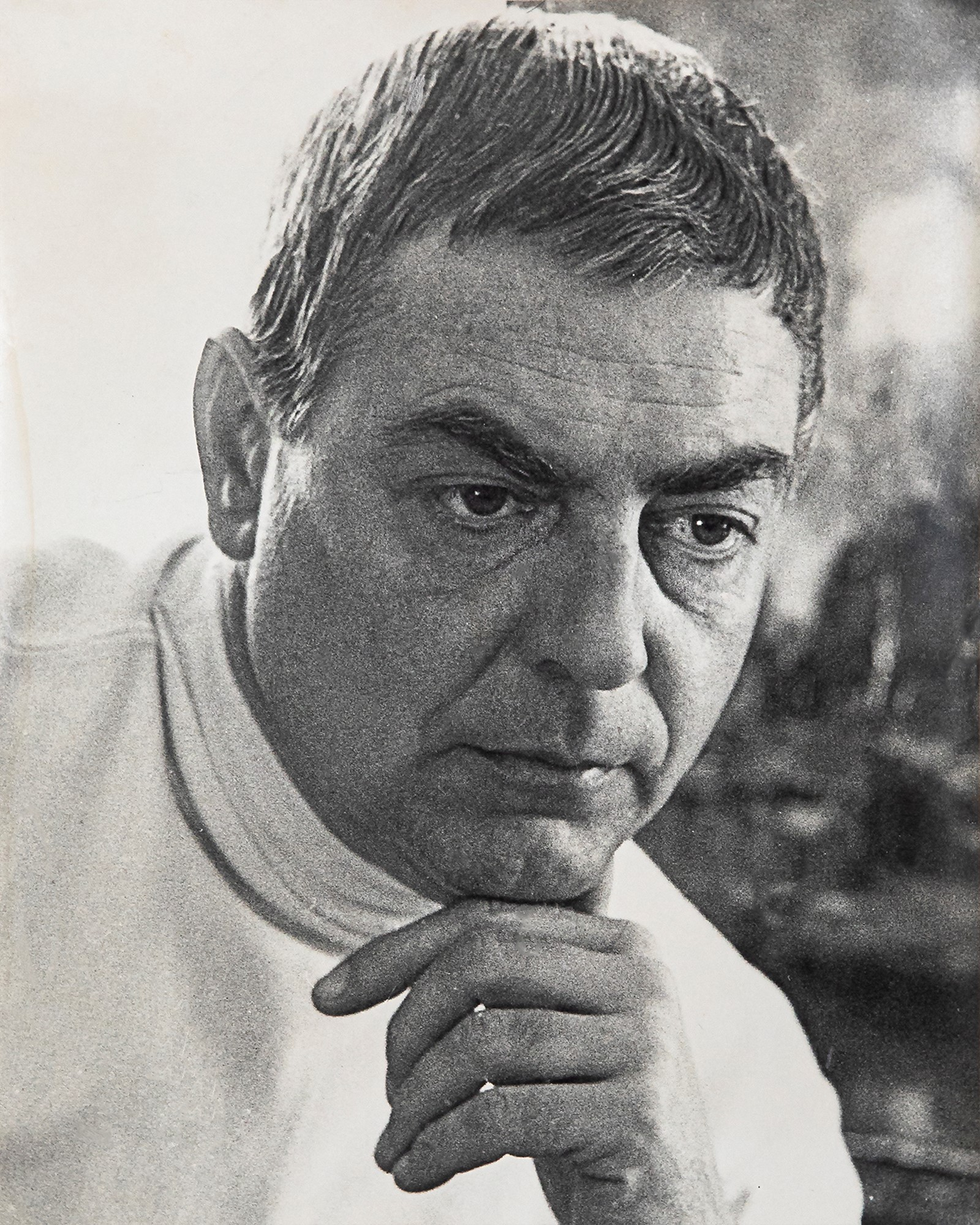
Selbstbildnis
Hans Nowak
um 1959

Eine Einladung zur Teilnahme am Cercle Volney 1955 erhielt er nicht, da er zu dieser Zeit noch nicht informell arbeitete und keiner der damaligen Künstlergruppen angehörte. Dies war ein typischer Wesenszug für Nowak, denn auch in späteren Jahren scherte er sich nicht um die Meinung von Künstlergruppen oder um den akademischen Kunstbetrieb. Er hatte seinen eigenen Kosmos und zog seine künstlerische Sicht durch, sah sich nicht rückwärts gewendet. 1973 äußerte er, nach seiner Meinung „könne man Abstraktes nur machen, wenn man Naturalistisches schon beherrsche.“
In zahlreichen Bildern von Nowak finden sich Anklänge von verschiedenen Stilrichtungen wie dem Neoimpressionismus oder der Neuen Sachlichkeit, man denke nur an seine Bilder vom heimatlosen Clochard mit seiner zerlumpten Kleidung oder vom verarmten Drehorgelspieler, von seinem Bild Frau Tauben fütternd, gezeigt im Paula Modersohn-Becker-Museum in Bremen im Jahr 1961, oder von seinem Bild mit den Kriegszerstörungen in der Lange Straße in Braunschweig mit der ausgebrannten St. Petri Kirche ohne Turmspitze im Hintergrund. So beauftragte eine Familie aus Chemnitz ihn bewusst im Jahr 1964 – nach vielen bürokratischen Hindernissen – mit dem Verkauf einer umfangreichen Sammlung unter anderem mit Werken von Otto Dix.
Einen anderen Strang seiner Entwicklung beobachtete man bei Nowak an seinen Bildern von Studienreisen nach Worpswede, in die Niederlande, in die Heide und zum Teufelsmoor: Hielt er seine jeweiligen Bilder zu Beginn der 1950er-Jahre noch in diversen Brauntönen, so wurden sie mit der Zeit heller und auch deutlich farbiger. Ebenfalls war zu registrieren, dass er sich zu Beginn noch eng an die ursprüngliche Form der Gegenstände hielt, was hingegen nach und nach abebbte.
Auch bei diesem Entwicklungsstrang luden sich seine Landschaftsbilder über die Jahre immer stärker atmosphärisch auf, sein Pinselstrich wurde immer souveräner und, je älter er wurde, immer impressionistischer.
Wilhelm Köhler urteilte 1965 über den Malstil von Hans Nowak: „Degas malte so. Nowak ist auf seine Art robuster und doch mit dem Hauch feinster Stimmungen.“ So auch sein Bild Londoner Impression, das etwa um 1967 entstand und die Tower Bridge im Nebel darstellte. Es erinnerte vom Duktus her stark an Claude Monet. Der Höhepunkt dieser Entwicklung gipfelte in seiner Kunstaktion Ende 1968. Dazu setzte er sich zuvor über viele Jahre mit selbst angefertigten Ölfarben und mit den Maltechniken verstorbener europäischer Maler auseinander. Er experimentierte tausendfach mit Pigmenten, Leinöl, Mischtechniken, Malzusätzen und Emulgatoren und entwickelte eigene Rezepturen für seine Farben. Die üblichen käuflichen Ölfarben aus der Tube genügten seinen künstlerischen Ansprüchen überhaupt nicht.
Seine Ächtung durch viele Museen und den akademischen Kunstbetrieb nach seiner Kunstaktion hinderten Nowak nicht, seine Fähigkeiten in den Folgejahren systematisch in Bezug auf seine selbst hergestellten Ölfarben weiterzuentwickeln. So begeisterte er sich etwa zwischen 1975 und 1980 für das Malen von Begriffen. Er malte das abstrakte Ölgemälde Lichtgeschwindigkeit. 1978 stellte er das Gemälde Goldene Haube vor. De facto war dieses Bild ein weiterer Entwicklungsschritt mit seinen eigenen Farbrezepturen, hin zu seinen Reproduktionen Alter Meister im folgenden Jahrzehnt.
Als das Gemälde Jakobssegen von Rembrandt, das im Kasseler Schloss Wilhelmshöhe hängt, 1977 durch einen Säureanschlag beschädigt wurde, bot Nowak seine Hilfe zur Restauration an. Wegen seiner Ächtung wurde dies höflich abgelehnt. Er erzürnte sich später über die aus seiner Sicht dilettantischen Restaurierungsarbeiten, da diese nicht mit den alten Ölfarben zur Zeit Rembrandts realisiert wurden, die Nowak mittels seiner Rezepturen herstellen konnte. Typisch für ihn, er interpretierte die Bildgestaltung neu und malte anschließend seinen eigenen Jakobssegen, nach seinem Verständnis nun mit den richtigen Farben. Nach der Beschädigung der Nachtwache von Rembrandt im Amsterdamer Rijksmuseum kritisierte Nowak die Restaurierung anschließend als „Tagwache“ und meinte „Sie haben alles falsch gemacht“.
In seiner Kapelle kreierte er ab 1980 ein Triptychon und weitere großflächige religiöse Werke. Zwischen den Jahren 1984 und 1987 malte er 39 Reproduktionen von Werken alter verstorbener Meister, die im Zweiten Weltkrieg verloren gegangen waren, darunter Werke von Rembrandt, Rubens, Goya, Corinth, van Gogh, Renoir oder Catena. Diese Werke signierte er mit deren Signatur, fügte aber unter einer Deckschicht zusätzlich aus Bleipigmenten seine eigene Signatur hinzu, denn er wollte kein Fälscher sein. In verschiedenen Kirchen realisierte er zudem großflächige sakrale Gemälde.
Parallel malte er nach dem Geschmack des Publikums eine sehr große Anzahl von Bildern, die sich gut verkaufen ließen, beispielsweise diverse Motive von Stillleben oder von Landschaftsbildern, geschätzt über 10.000 Werke über alle Jahrzehnte. Diese Werke sicherten seine Existenz. Diese Bilder ermöglichten es ihm aber erst, etwa ab den 1970er-Jahren, seine künstlerische Stilrichtung expressionistisch auszuweiten. So malte er die London Bridge – in London aus Sicherheitsgründen nachts und in der Dämmerung mit rotem Licht beleuchtet – als Rote Brücke sowohl expressionistisch als auch impressionistisch. Je nach Stimmung war er nun in der Lage, seinen Malstil zu variieren und malte zusätzlich auch abstrakt.
Er brachte seine vielfältigen Gedanken in unzähligen Motiven auf die Leinwand. Er malte sowohl im Atelier als auch en plein air. Dazu gehörten Lithografien und Gemälde weiblicher Akte, Motive mit Clowns aus der Zirkuswelt, Szenen aus der Industrie- und Arbeitswelt, Landschaftsbilder, Stillleben, Porträts, mystische, satirische oder abstrakte Bilder. Ebenfalls entwickelte er eine besondere Maltechnik, die er zum Patent anmeldete, mit der er direkt auf Blattgold malen konnte. Bei seinen Bildern standen meist seine eigenen Farben im Vordergrund, nicht so sehr das Motiv oder die Stilrichtung.
Nowak hatte eine Freude am Malen, suchte Harmonie und Schönheit. Da war kein schwermütiges Hadern mit künstlerischen Themen oder der Angst vor der Zukunft. Der Kunstkritiker Peter Lufft sagte über ihn: „Hans Nowak ist ein Urmaler, der aus unverbrauchter Grundkraft heraus schafft.“ Er selber verortete sich selbst zwischen Impressionismus und Expressionismus.
Seine Auseinandersetzung mit Gott, seine Religiosität, hinderten ihn indes nicht, durch künstlerische Werke scharfe Kritik aus seiner Perspektive an der Doppelmoral von kirchlichen Einrichtungen und anderen Institutionen zu üben. Es entstanden Werke in den 1980er- bzw. Anfang der 1990er-Jahre wie Versuch, Gott zu malen, Das arrogante Schwein, Der Tanz ums goldene Kalb, Jesus liebt Dich und Der fette Teufel und der Engel in Tempera auf Karton. Teilweise ging seine provokante Kritik mit Bild- und Textausschnitten in seinen Bildern in gemalte Satire über. Er wollte damit an der Gleichgültigkeit rütteln, die viele in Bezug auf die Religion und auf die Flüchtlingsfrage hatten.
Gegen Ende seiner Schaffenszeit distanzierte sich Hans Nowak rückblickend von seiner Kunstaktion aus dem Jahr 1968, sie war ihm „eher peinlich“. Dafür wagte sich Nowak in dieser Phase immer öfter an Skulpturen, sowohl aus Bronze, aus Schlagmetall, aus Marmor-Zement oder auch aus Naturstein. Sein Tod verhinderte weitere geplante Skulpturen.

## Werkbeispiele und Studienaufenthalte (Auswahl)

### Titelangaben, Signatur und Datierung seiner Werke
Die Werke von Nowak sind so gut wie immer signiert. Seine Signaturen variierten im Laufe der Zeit. Seine ersten Bilder nach dem Krieg signierte er nur mit „Nowak“ in Druckschrift, um anschließend überzugehen in „HNowak“. Ab etwa 1959 signierte er dann in Schreibschrift ohne seinen Vornamen, wenig später so gut wie immer mit Vor- und Nachnamen. Eine ähnliche Entwicklung war bei seinem Pseudonym feststellbar.
Verborgen unter Malschichten signierte er seine Repliken und Neuschöpfungen alter Werke europäischer Maler zusätzlich mit Bleiweiß unter seinem Namen. Damit wollte er vermeiden, als Fälscher dazustehen.
Nowak kümmerte sich kaum um die organisatorische Verwaltung seiner Werke. So fehlen häufig zu seinen Werken Datumsangaben, auch auf der Rückseite der Leinwände. Diverse Angaben seiner vielen Ausstellungen sind auf die eigenen Kataloge zurückzuführen, jedoch sind entsprechende Orts- und Datumsangaben nicht mehr auffindbar oder durch den Atelierbrand zerstört.
Titelangaben sind bei Nowak ebenfalls nicht immer zu finden. Anfangs findet man eine Ortsangabe unter seiner Signatur. Später findet sich manchmal auf der Rückseite der Leinwand eine Ortsangabe oder eine Titelangabe. Des Weiteren helfen von Galerien auf den Rückseiten der Rahmen von Nowaks Bildern hinterlegte Angaben bzw. Rechnungen zur zeitlichen Orientierung.

### Angaben zu seinen Studienaufenthalten
Die Bestimmung seiner diversen Studienaufenthalte, die zeitlich manchmal kurz oder spontan gerieten, ist sehr lückenhaft. Viele seiner Studienorte besuchte Nowak immer wieder auf, insbesondere Paris. Hinzu kommt, dass er nicht selten seine Eindrücke aus Studienaufenthalten nicht unmittelbar in Bildern vor Ort verarbeitete, sondern sehr viel später anhand von seinen Skizzenblöcken, von Fotos oder aus der Erinnerung.
Der Atelierbrand und das anschließende Löschwasser zerstörten wichtige Gemälde, Dokumente (u. a. auch betr. Ehrendoktorwürde) und damit viele Quellenangaben über Nowak sowie seine detaillierten Unterlagen zu seinen Studienaufenthalten.

### Werkbeispiele und Studienaufenthalte, 1945 bis 1951
- Malutensilien wie Farben, Keilrahmen und Pinsel waren nach dem Zweiten Weltkrieg kaum zu bekommen. Mit Kohlezeichnungen für die Besatzungssoldaten sowie mit dem Malen von Porträts anhand von Fotos gefallener deutscher Soldaten schlug sich der junge Nowak für seine Familie anfangs durch.
- Ein häufig gemaltes Bild eines kleinen Frauenkopfes stellte er, wie früher vor dem Krieg in Bielefeld, auf Eiswagen oder Drehorgeln in Braunschweig aus, um so Käufer zu finden.[3]
- Es entstanden diverse kleinformatige, eher naturalistisch geprägte Landschaftsbilder oder Stillleben.
- Drei großflächige Werke malte er in diesem Zeitraum für das Bistum Hildesheim, beauftragt durch seinen Förderer Propst Stuke: Das Bildnis eines Apostels, ein Bild der Bergpredigt sowie unmittelbar vor der Währungsreform ein Bild der Kreuzigung.
- In dieser Periode sind nur Studienaufenthalte innerhalb Deutschlands von ihm bekannt.[3][2]

### Werkbeispiele und Studienaufenthalte, 1952 bis 1965
- 1952: Aufbruch zum ersten Studienaufenthalt nach Frankreich, in die Provence und insbesondere nach Paris. Aus dieser Periode sind weitere Studienaufenthalte in Belgien mit seinem Bekannten Christmann, in den Niederlanden, in Italien, in der Schweiz, in Worpswede, in der Heide und im Teufelsmoor bekannt.[3][2]
- Aufgrund seiner vielen und zum Teil längeren Studienaufenthalte in Paris malte er diverse städtische Straßenszenen. So auch Ende der 1950er-Jahre das Bild Paris, Öl auf Leinwand, 140 × 140 cm, in Schreibschrift mit „Nowak“ signiert und mit den Titel unter seiner Signatur.[3]
- Ebenfalls Ende der 1950er-Jahre entstand ein Werk, zwar ohne Titel, aber dem Sujet Worpswede zuzurechnen: Öl auf Leinwand, H 60 x B 90 und signiert in Schreibschrift nur mit „Nowak“.[12]
- 1956 malte er ein Selbstbildnis mit Öl auf Leinwand, H 60 x B 50 cm, signiert, datiert und mit einer Widmung für einen Bekannten zur Erinnerung.[29]
- Anfang 1960 entstand sein undatiertes Bild Holländischer Hafen, Öl auf Leinwand, H 80 x B 70 cm und mit Vor- und Nachname in Schreibschrift signiert.[3]
- Bedingt durch den Umzug seiner ersten Frau in die Nähe von Garmisch-Partenkirchen besuchte Nowak die neue Heilandkirche in Oberau. Im Anschluss schuf Nowak für diese Kirche 1964 ein fehlendes Altarbild‚ den Petri Fischzug[39] in den Abmessungen H 130 x B 400 cm, signiert unten rechts. Dieses Bild war seine moderne Neuinterpretation des wichtigen christlichen Symbols und unterscheidet sich wesentlich von den entsprechenden Gemälden von Rubens oder Raffael, die ihren jeweiligen „Fischzug“  noch gänzlich anders gemalt hatten.[32]

### Werkbeispiele und Studienaufenthalte, 1966 bis 1980
- Aus dieser Lebensphase sind Studienaufenthalte in der Schweiz, in Italien sowie in Paris und in der Provence in Frankreich bekannt. Da Nowak nie fliegen wollte, war er selber nicht in New York oder in London, obwohl Einladungen seiner Galeristen vorlagen. Auch mit dem Schiff wollte er nicht den Ozean oder den Ärmelkanal überqueren.[3][2]
- Ende der 1960er-Jahre reiste er ins Lötschental. Es entstanden eine erste Reihe von Bildern aufgrund dieser Studienreise. Er drehte auf dieser Reise  einen Film und traf den Schweizer Maler Albert Nyfeler sowie den Prior Johann Siegen.[2]
- Seine Kunstaktion: Er malte 1968 ein völlig neues impressionistisches 13. Werk zusätzlich zu den bereits bekannten 12 Werken der berühmten Bahnhofserie Gare Saint-Lazare von Claude Monet. Dazu erstand zuvor ein Bekannter in Paris billig ein altes Bild mit entsprechend alter Leinwand. Dann trug Nowak vorsichtig das alte Bild ab und malte anschließend auf der alten Leinwand mit seinen selbst angefertigten alt-meisterlichen Ölfarben und dem richtigen Duktus den scheinbaren „13. Monet“ mit entsprechender Signatur auf. Darüber kam eine Kreide-Leim-Schicht und darauf wiederum das ursprüngliche alte Bild eines unbekannten französischen Malers. Nach dem künstlichen Alterungsprozess beschädigte er an einigen Stellen das ursprüngliche alte Bild so, dass der darunter liegende, scheinbare Monet zum Teil sichtbar wurde. Der besagte Bekannte von Nowak schob dieses Werk gekonnt dem Herzog Anton Ulrich-Museum in Braunschweig zur Restaurierung unter. Im Museum wurde dieses scheinbare Monet-Gemälde nach Entfernung des alten Bildes entdeckt und als echt eingestuft. Dies bestätigten weitere hinzugezogene externe Prüfer von Kunstwerken. Der Spiegel[16] schrieb zu der vom Museum als Sensation empfundenen Entdeckung: „… ist das nun neu entdeckte Werk das größte … und eins der fortschrittlichsten: Konsequenter als in anderen Studien sind hier die Formen nach impressionistischen Prinzipien wie in Dunst aufgelöst …“ Anschließend ließ Nowak diese Eulenspiegelei über das STERN-Magazin, das zuvor eingeweiht war, platzen. Für das STERN-Magazin malte er als Beweis ein zweites angebliches 13. Werk von Claude Monet aus seinem Gedächtnis. Diese Kunstaktion verbreitete sich als Nachricht und machte Nowak über Nacht weltbekannt. Nur eines erreichte er nicht: Seine Rezepturen zur Herstellung alter Ölfarben sowie die entsprechende Maltechnik Alter Meister wurden vom Kunstbetrieb weiterhin unterschlagen und übergangen.[22][40]
- Das Gemälde Goldene Haube präsentierte er 1978, Öl auf Leinwand, H 70 x B 60 cm, signiert. Es zeigte eine junge Schwarzwälderin mit Brokathaube, deren fein ziseliertes Haubenmuster golden im Licht glänzt.[29]
- Deckel-Innengemälde für ein Oktavspinett, Pinselzeichnung Öl auf Holz, mit „N.“ signiert, H 25 x B 75 cm, 1979 (auf persönliche Bitte des Erbauers des Instrumentes)
- Siebdruck als Plakat für Amnesty International, Pinselzeichnung, mit entsprechendem kleinen Schriftzug mit Hinweis auf Hans Nowak, H 55 x B 41 cm, um 1980.[3][28]

### Werkbeispiele und Studienaufenthalte, 1981 bis 1996

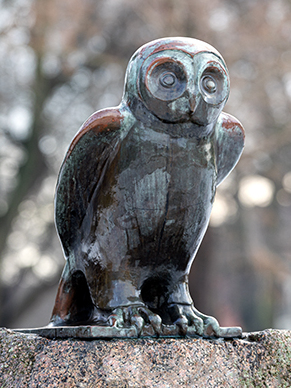
Peiner Eule
Hans Nowak
1992

- Seinem Alter und seiner Gesundheit Tribut zollend, wurden seine Studienreisen in dieser Periode seltener, gingen häufig an Orte, die er in früheren Jahren schon aufgesucht hatte.[3][2]
- In seiner eigenen Kapelle erschuf er eine Neuschöpfung des Gemäldes vom Letzten Abendmahl von Leonardo da Vinci, das er zuvor in Mailand auf seinen Studienreisen in dessen schlechtem Zustand aufgrund vieler Restaurierungen studiert hatte. Seine Neuschöpfung entstand in den Originalabmessungen H 422 x B 904 cm. Nowak benötigte für sein Werk zwei Jahre, von 1982 bis 1984. Als Bildträger für den Malgrund wählte er 2 cm dicke Holztafeln.[6]
- Das Gemälde Graf Raymund Fugger, Öl auf Leinwand, in den Abmessungen H 78 x B 68 cm ist eine der 39 Reproduktionen von Nowak. Vor dem Zweiten Weltkrieg hing das Original im Bode-Museum in Berlin und ging im Chaos des Endkampfs um diese Stadt im Flakbunker Friedrichshain verloren. Das Originalgemälde aus dem Museum stammte von Vincenzo Catena, der dieses Werk um das Jahr 1525 malte.[29]
- Etwa zur Zeit der Maueröffnung in Deutschland malte Nowak als Hommage an seine Geburtsstadt das Werk Der Markt in Halle, Öl auf Leinwand, H 100 x B 100 cm, signiert, ohne Datum. Während Ernst Ludwig Kirchner das fünftürmige Ensemble am Marktplatz aus Rotem Turm und den vier Türmen der Marktkirche Unser Lieben Frauen in seinem Gemälde noch expressionistisch ausdrückte, Lyonel Feininger die Stadtansicht in seinem Bild Türme über der Stadt (Halle) kubistisch komponierte, malte Nowak die Ansicht der fünf Türme seiner Geburtsstadt impressionistisch.[3][6]
- Anfang der 1990er-Jahre malte er das abstrakte Gemälde Am Anfang schuf Gott Himmel und Erde in mehreren Versionen, Öl auf Leinwand, H 100 x B 100 cm, signiert, ohne Datum. Dieses Motiv des Lichts – beispielsweise im Gemälde Durchbrechendes Licht, H 180 x B 200 cm, Öl auf Leinwand, signiert, ebenfalls Anfang der 1990er-Jahre entstanden – als Symbol der Hoffnung kam immer wieder bei Nowak vor. Ein Gemälde aus dem Jahr 1992 mit dem „Titel wie Sieg des Lichts spricht dafür.“[29][41]
- Nach der Wende besuchte er Dresden. Es entstand 1992 sein Gemälde in sehr dunkel gehaltenen Farben Dresden, Öl auf Leinwand, 180 × 200 cm, signiert. Es ist eine Erinnerung an die Kriegszerstörung der Stadt sowie der Frauenkirche mit nur wenigen hellen Farben und erleuchteten Motiven der Hoffnung und Zuversicht. Eine Zeitung schrieb dazu: „… ein erschütterndes Großformat …“.[6][41]
- Sein Besuch in Dresden führte ihn dort in die Gemäldegalerie Alte Meister. Nun konnte er seine eigene Neuschöpfung der Sixtinischen Madonna von Raffael direkt vergleichen. Sein eigenes nachempfundenes Werk in den Originalabmessungen H 256 x B 196 cm hängt in seiner eigenen Kapelle.[6]
- In dieser Periode stattete er zwei Ferien- und Hotelanlagen mit jeweils rund 200 Gemälden verschiedener Genres aus.[42]
- Um 1990 entstand das Gemälde Modell, Öl auf Leinwand, H 78 x B 68 cm, signiert. Es ist ein typisches satirisches Bild von Nowak. Es zeigt ein stehendes Schwein in Rückenansicht mit leicht gedrehtem Schweinskopf und verschränkten Armen wie bei einem Menschen. Die Leinwand hat beim Atelierbrand 1991 gelitten und musste restauriert werden.[29][43]
- Anfang der 1990er-Jahre malte er eine zweite Reihe von seinen Lötschental-Bildern, nachdem er zuvor dieses Tal nochmals betreten konnte, ohne dass diesmal Schnee- und Gerölllawinen den Zugang verunmöglichten.[2]
- 1993 erschuf er das impressionistische Gemälde Hochofen, Öl auf Leinwand, H 100 x B 100 cm, signiert und undatiert. Es zeigt „die wuchtige Kontur … der Ilseder Hütte. Das untere Drittel des Bildes wird beherrscht vom rot-gelb glühenden Schein einer Esse, die ihr Licht ausstrahlt auf die Komposition von Türmen und Rohren, die dadurch teilweise grellrot erleuchtet werden. Aus der Esse steigt Qualm auf, der den oberen Teil des Bildes in Grautönen vernebelt.“[11] Das Bild hängt im kleinen Sitzungssaal des Kreistages vom Landkreis Peine als Dauerleihgabe.[11]

## Werke in Museen, Sammlungen, Kirchen und öffentlichem Besitz (Auswahl)

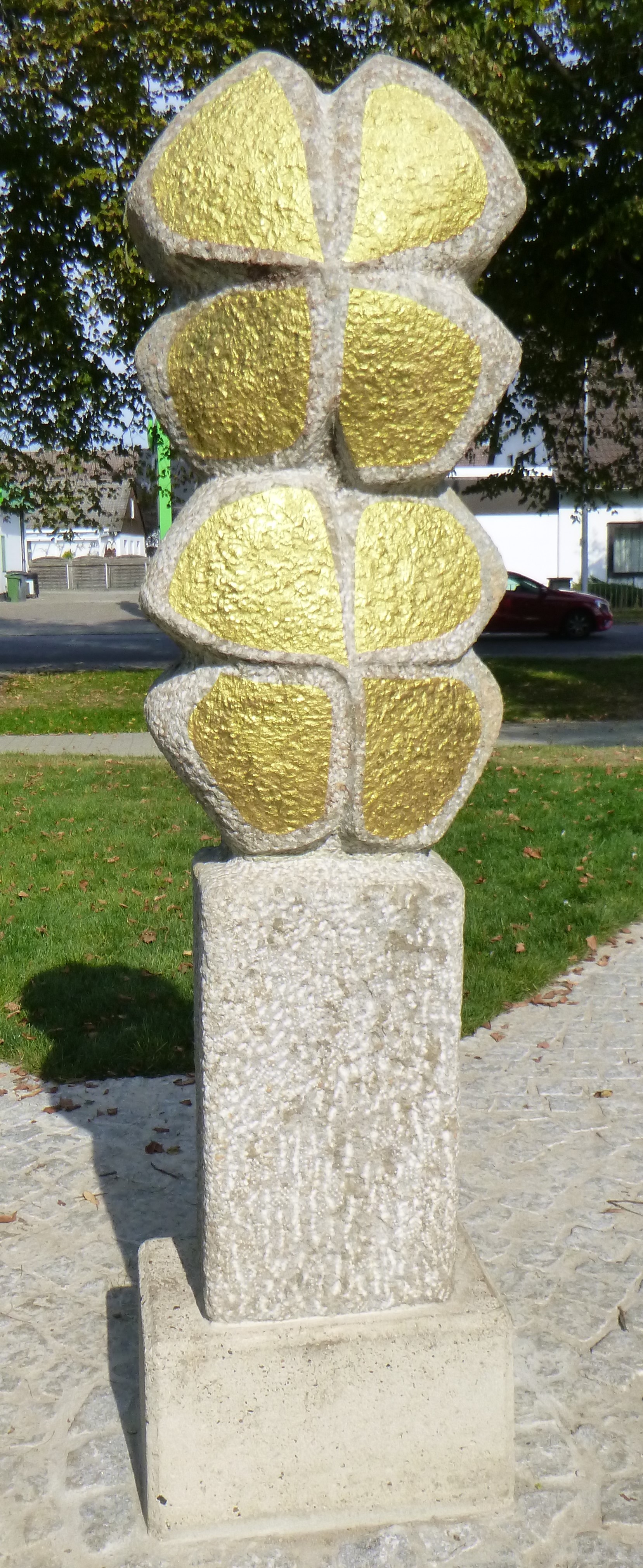
Glückssäule
Hans Nowak
1989

- ev.-luth. Heilandkirche in Oberau: 1964 Altarbild mit der modernen Neuschöpfung des Petri Fischzug.
- Martin-Luther-Kirche in Edemissen: Nowak entwarf 1981 nach dem Umbau der früheren Sargkammer zum Andachtsraum dort die Leuchter, ein Wandbild und das Wandkreuz.[44]
- 1982 im Deutschen Technikmuseum, Abteilung Zucker-Museum in Berlin, Replik des Bildes Arbeiter im Rübenfeld von Max Liebermann, das dieser 1876 malte.[45]
- Triptychon als Altarbild in der Kirche Voremberg im Kirchenkreis Hameln-Pyrmont, Datierung 1984, linke und rechte Tafel jeweils H 189 x B 129 cm, mittig H 189 x B 233,3.[46]
- Seit 1984 hängt das Bild Der wunderbare Fischzug, Öl auf Leinwand, Datierung 1980, H 283 x B 193 cm, im Chorraum der Friedenskirche in Peine.[44]
- 1984 im Deutschen Technikmuseum, Abteilung Zucker-Museum in Berlin, Replik des Bildes Blick von der Waisenbrücke von Traugott Fechhelm, das dieser 1782 malte.[45]
- ev.-luth. Kirche St. Bernward, Eddesse: Großes Wandbild der Bergpredigt, 1987. Es besteht aus drei Tafeln in den Abmessungen zu je ca. H 400 x B 300 cm, Öl auf Leinwand und signiert. Die Tafeln hängen an der Rückwand der Kirche hinter zwei Säulen und der Hochkanzel.[47][48]
- Ankauf einer bemalten Stele aus Naturstein, der Glückssäule, durch die Gemeinde Vechelde. Diese 25 cm schmale und inkl. Sockel 190 cm hohe Steinmetzarbeit von Nowak wurde 1989 auf einem Vorplatz einer Einkaufszeile aufgestellt. Die Reinigung und die Umsetzung dieser Säule auf einen neuen öffentlichen Platz erfolgten 2020. Sie ist besetzt mit zwei mit Goldfarbe bemalten Kleeblättern übereinander und hat auf dem Sockel eine Plakette mit den üblichen Informationen über das Kunstwerk.[49]
- 1992 schuf Nowak die Peiner Eule, eine Eule als Großplastik aus Bronze, 70 cm hoch und 50 kg schwer. Die Bronzefigur steht auf einem Findling am Eingang des Stadtparks von Peine. Inschrift der Plakette u. a.: „Peine was maket so veste dat de Ule blev sitten im Neste.“ Die Plastik ist ein Geschenk eines Vereins an die Stadt Peine, deren Wahrzeichen die Eule ist.[50][51]
- 1993 Erwerb von zwei Gemälden durch den Landkreis Peine für das Kreismuseum Peine: Hochofen und Preussag-Werk Peine, die im Sitzungssaal des Kreistages hängen.[11]
- Sammlung Familie Scheffler, Peine
- Sammlung Karola und Hans-Jürgen Weich, Vechelde
- Sammlung Thomas Adam, Freiburg
- Sammlung Seefeldt, Schönberg
- Sammlung des Strandhotels Seehof, Langlau am Brombachsee
- Sammlung Gut Matheshof, Rieden
- Sammlung Familie Gehlig, Öschelbronn und Braunschweig
- Sammlung auf dem Malerhof, Voigtholz-Ahlemissen
- 2021: Das Stadtmuseum Halle, in Nowaks Geburtsstadt, erwarb das Ölgemälde die Marktkirche in Halle. Nowak malte dieses Bild um 1970, und es hat die Abmessungen H 78 x B 68 cm.
- 2021: Zwei Werke des Künstlers, entstanden etwa um 1980 mit den Abmessungen jeweils H 100 x B 100 cm, wurden aus dem Depot der Gedenkstätte Deutsche Teilung Marienborn hervorgeholt, restauriert und sind jetzt in einem Veranstaltungsraum für Interessierte zu besichtigen: Ich habe nur auf die Füße gezielt und Grenzkontrolle an der GÜST.[3]

## Ausstellungen (Auswahl)

### Ausstellungen zu seinen Lebzeiten
- Einzelausstellung, Wolfenbüttel, 1946[2]
- Kunstverein Hessen, Bad Sooden-Allendorf um 1947[2]
- Grand Palais an den Champs Élysées, Paris 1954[12]
- Grand Palais an den Champs Élysées, Paris 1955[4]
- Le Salon des Artistes Français im Grand Palais in Paris 1959, 1960, 1961, 1962 und 1963[13]
- Deauville[12]
- Krefeld[10][34]
- Vatikan, Rom[10]
- Straßburg[2]
- Hamburg, diverse Ausstellungen[2][10]
- Galerie Koch, diverse Ausstellungen sowie Messe-Teilnahme 1960, Hannover[34][52]
- Wolfsburg[10][34]
- Paula Modersohn-Becker Museum und Böttcherstraße, Bremen 1961[52][53]
- Bremen 1964[54]
- Foyer des Theaters, Baden-Baden, 1964[10][54]
- Bonn[2]
- Düsseldorf[2]
- London[34]
- New York[34]
- München[34]
- Bielefeld[2]
- Mittelrheinisches Landesmuseum Mainz, Gemeinschaftsausstellung, Mainz 1983[55]
- Galerie am Kammerhof, Freising, 1992[3]
- Galerie Marquardt, Vechelde, diverse Einzelausstellungen[29]
- Galerie Wesner, Konstanz, Einzelausstellung, 1993[3]
- Galerie Vogel, Heidelberg, diverse Ausstellungen[3]
- Galerie Nottbohm, Göttingen, diverse Ausstellungen[3]
- Galerie & Kunsthandlung Th. Hülsmeier, Osnabrück, diverse Ausstellungen[3]
- Galerie Jaeschke, Braunschweig, diverse Einzel- und Gruppenausstellungen[3]
- Galerie Kunst-Schaefer, Einzelausstellung, Wiesbaden, 1996; während der Ausstellung verstarb Hans Nowak[9]

### Ausstellungen nach seinem Tod

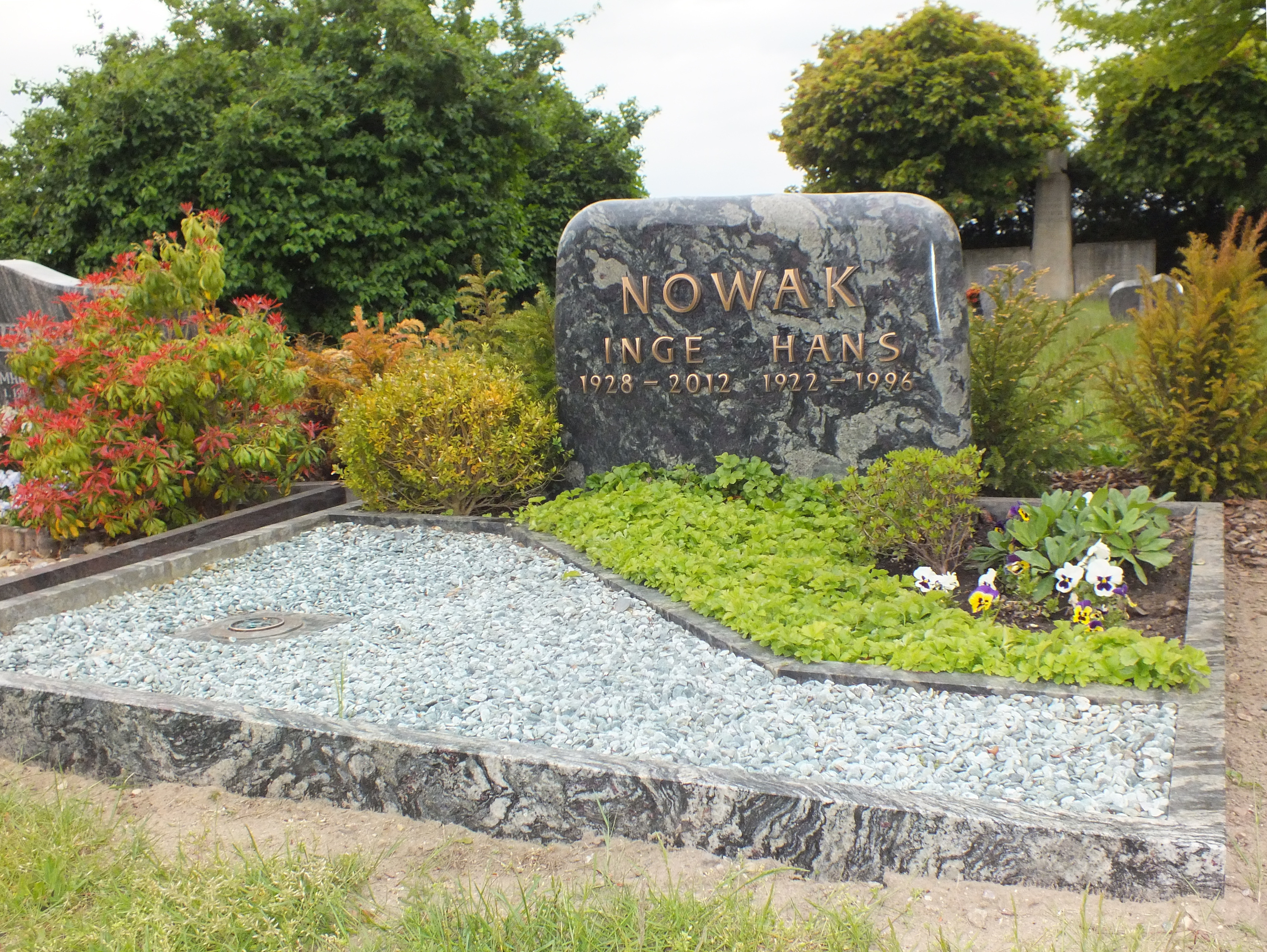
Hans Nowak
Grabstelle auf dem Friedhof
in Voigtholz-Ahlemissen

- Ingeborg Nowak, Einzelausstellung: Der andere Hans Nowak, Voigtholz, 1997[56]
- Kulturverein Vechelde, Gemeinschaftsausstellung, Vechelde, 1997
- Rathaus der Gemeinde Vechelde, Einzelausstellung, Vechelde, 2010
- Galerie Marquardt, diverse Einzel- und Gemeinschaftsausstellungen, Vechelde, u. a. 2010[3][43]
- Galerie Kunst-Schaefer, Hans Nowak und Rolf Hank, Wiesbaden, 2015[9]
- Ansichtssache – Hans Nowak. Peine. Ein Malerleben im Auge des Betrachters. Museum Peine mit einer Solo-Ausstellung aus Anlass des 100. Geburtstages des Künstlers, Peine, 2022[57]
- Galerie Kunst-Schaefer, Hans Nowak & Álvaro – Meister des Neoimpressionismus, Wiesbaden, 2025
- Von Halle nach Halle - Der Künstler Hans Nowak. Stadtmuseum Halle mit einer Solo-Ausstellung erstmalig in seiner Geburtsstadt Halle (Saale), 2025[58]

## Auszeichnungen und Ehrungen (Auswahl)
- ab 1959: Mitglied der Société des Artistes Français, Paris[10][12]
- 1981: Ehrenkette Ami de l’Europe und Euro-Goldmedaille[3]
- 1983: Eintrag im Nachschlagewerk Who is Who? als Experte für altmeisterliche Farben und Maltechniken[59]
- Ehrendoktorwürde der Universität Verona, Italien[3]
- 1992: Industrieverein Peine e. V., Beauftragung der Bronzeplastik Peiner Eule[50]
- Die Marktgemeinde Rieden in der Oberpfalz, zwischen Amberg und Regensburg gelegen, ehrte den Künstler mit dem Straßennamen „Hans-Nowak-Ring“.[42]
- Die Gemeinde Vechelde, zwischen Salzgitter und Braunschweig gelegen, schuf ein Neubaugebiet, das sogenannte Malerviertel, dessen Straßennamen nach verstorbenen deutschen Künstlern benannt wurden, beispielsweise Beckmann- oder Noldestraße. An diesem Ort ehrte die Gemeinde Vechelde 2003 den Künstler mit dem „Hans-Nowak-Weg“.[60]